# Kỳ họp thứ nhất Đại hội Đại biểu Nhân dân toàn quốc Trung Quốc khóa XIII
Hội nghị lần thứ nhất Đại hội Đại biểu Nhân dân Toàn quốc khóa XIII nước Cộng hòa Nhân dân Trung Hoa (giản thể: 中华人民共和国第十三届全国人民代表大会第一次会议 hoặc 十三届全国人大一次会议; phiên âm Hán-Việt: Đệ thập tam Giới Toàn quốc Nhân dân Đại biểu Đại hội Đệ nhất thứ Hội nghị), tức Kỳ họp thứ nhất Đại hội Đại biểu Nhân dân toàn quốc khóa XIII, được triệu tập từ ngày 05/03/2018 - 20/03/2018 tại Đại lễ đường Nhân dân ở thủ đô Bắc Kinh.
Vào 9 giờ sáng ngày 05 tháng 03 năm 2018, Kỳ họp thứ nhất Nhân đại toàn quốc Trung Quốc khoá XIII khai mạc ở Đại lễ đường Nhân dân, nghe báo cáo của Thủ tướng Quốc vụ viện Lí Khắc Cường liên quan đến công tác Chính phủ, báo cáo thẩm tra Quốc vụ viện liên quan đến tình hình chấp hành kế hoạch phát triển kinh tế đất nước và xã hội năm 2017 cùng với hồ sơ dự thảo kế hoạch phát triển kinh tế xã hội năm 2018, báo cáo thẩm tra Quốc vụ viện liên quan đến tình hình chấp hành dự toán Trung ương và địa phương năm 2017 cùng với hồ sơ dự thảo dự toán Trung ương và địa phương năm 2018, nghe bài báo cáo của Ủy ban Thường vụ Nhân đại Toàn quốc liên quan đến dự thảo sửa đổi hiến pháp. Đầu giờ chiều, các đoàn đại biểu cử hành phiên họp toàn thể, xem xét thảo luận nội dung báo cáo công tác Chính phủ. Một số ủy viên Chính hiệp toàn quốc tham gia Kỳ họp thứ nhất khóa XIII của Chính hiệp toàn quốc cũng được mời tới tham dự phiên khai mạc Kỳ họp thứ nhất Nhân đại toàn quốc khóa XIII vào sáng ngày 05 tháng 03 với tư cách chỉ là đại biểu dự thính. Sau đó, Kỳ họp thứ nhất khóa XIII của Chính hiệp toàn quốc cũng tiến hành nhóm họp theo các đoàn đại biểu, thảo luận nội dung báo cáo công tác Chính phủ.
Chiều ngày 11 tháng 03 năm 2018, Kỳ họp thứ nhất Nhân đại toàn quốc Trung Quốc khóa XIII đã bỏ phiếu biểu quyết thông qua Hiến pháp sửa đổi nước Cộng hòa Nhân dân Trung Hoa. Ngày 13 tháng 03 năm 2018, Kỳ họp cũng đã biểu quyết thông qua quyết định của đại hội liên quan đến thiết lập Ủy ban chuyên môn Đại hội Đại biểu Nhân dân toàn quốc khóa XIII, quyết định thành lập 10 ủy ban chuyên môn khác.
Ngày 17 tháng 03 năm 2018, Kỳ họp tiến hành phiên họp toàn thể thứ năm tại Đại lễ đường Nhân dân Bắc Kinh. Ông Tập Cận Bình được bầu làm Chủ tịch nước Cộng hòa Nhân dân Trung Hoa, Chủ tịch Quân ủy Trung ương với số phiếu tuyệt đối.
Sáng ngày 20 tháng 03 năm 2018, Kỳ họp thứ nhất Nhân đại toàn quốc Trung Quốc khóa XIII bế mạc tại Đại lễ đường Nhân dân sau khi hoàn thành tốt đẹp các chương trình đề ra và bầu ra cơ cấu lãnh đạo khóa mới.

## Thời gian kỳ họp
Ngày 30 tháng 1 năm 2018, tại Phiên họp thứ ba của Ủy ban Thường vụ Đại hội Đại biểu Nhân dân Toàn quốc khóa XII quyết định: Kỳ họp thứ nhất Đại hội Đại biểu Nhân dân Toàn quốc khóa XIII nước Cộng hòa Nhân dân Trung Hoa sẽ nhóm họp vào ngày 05 tháng 03 năm 2018 ở Bắc Kinh.

## Chương trình kỳ họp
Ngày 04 tháng 03 năm 2018, phiên họp trù bị của Kỳ họp thứ nhất Nhân đại toàn quốc Trung Quốc khoá XIII thông qua 10 chương trình nghị sự: 
1. Xem xét thảo luận nội dung báo cáo công tác Chính phủ.
2. Báo cáo thẩm tra Quốc vụ viện liên quan đến tình hình chấp hành kế hoạch phát triển kinh tế - xã hội năm 2017 cùng với hồ sơ dự thảo kế hoạch phát triển kinh tế - xã hội năm 2018.
3. Báo cáo thẩm tra Quốc vụ viện liên quan đến tình hình chấp hành dự toán Trung ương và địa phương năm 2017 cùng với hồ sơ dự thảo dự toán Trung ương và địa phương năm 2018.
4. Xem xét thảo luận đề án của Ủy ban Thường vụ Đại hội Đại biểu Nhân dân toàn quốc liên quan đến đề nghị bàn xét "Hồ sơ dự thảo sửa đổi hiến pháp nước Cộng hoà Nhân dân Trung Hoa".
5. Xem xét thảo luận đề án của Ủy ban Thường vụ Đại hội Đại biểu Nhân dân toàn quốc liên quan đến đề nghị bàn xét "Hồ sơ dự thảo Luật giám sát nước Cộng hoà Nhân dân Trung Hoa".
6. Xem xét thảo luận nội dung báo cáo công tác Ủy ban Thường vụ Đại hội Đại biểu Nhân dân toàn quốc.
7. Xem xét thảo luận nội dung báo cáo công tác Tòa án nhân dân tối cao.
8. Xem xét thảo luận nội dung báo cáo công tác Viện kiểm sát nhân dân tối cao.
9. Xem xét thảo luận phương án cải cách cơ cấu Quốc vụ viện.
10. Bầu và quyết định bổ nhiệm các chức vụ lãnh đạo.[10]

### Kết quả bỏ phiếu thông qua các Luật và Báo cáo
| Chủ đề bỏ phiếu | Tán thành | Phản đối | Phiếu trắng | Tỷ lệ đại biểu thông qua1 |
| --- | --------- | -------- | ----------- | ------------------------- |
| Báo cáo Công tác chính phủ của Tổng lý Quốc vụ viện Lý Khắc Cường | 2956      | 3        | 3           | 99,80%                    |
| Phương án cải cách cơ cấu Quốc vụ viện | 2966      | 2        | 2           | 99,87%                    |
| Thực trạng chấp hành kế hoạch phát triển kinh tế - xã hội năm 2017; và Kế hoạch phát triển kinh tế - xã hội năm 2018 | 2902      | 41       | 19          | 97,97%                    |
| Báo cáo thực trạng chấp hành dự toán Trung ương và địa phương năm 2017; và Dự thảo dự toán Trung ương và địa phương năm 2018 | 2838      | 87       | 37          | 95,81%                    |
| "Sửa đổi Hiến pháp nước Cộng hòa Nhân dân Trung Hoa (2018)" | 2958      | 2        | 3           | 99,83%                    |
| "Luật giám sát nước Cộng hòa Nhân dân Trung Hoa" | 2914      | 28       | 18          | 98,45%                    |
| Báo cáo Công tác Ủy ban Thường vụ Nhân đại toàn quốc của Ủy viên trưởng Trương Đức Giang | 2922      | 22       | 18          | 98,65%                    |
| Báo cáo Công tác Pháp viện Nhân dân Tối cao của Ủy viên trưởng Chu Cường | 2806      | 132      | 23          | 94,77%                    |
| Báo cáo Công tác Viện Kiểm sát Nhân dân Tối cao của Kiểm sát trưởng Tào Kiến Minh | 2781      | 138      | 43          | 93,89%                    |
| * Chú giải 1: Tỷ lệ đại biểu tham dự thông qua luật khác với thông qua luật theo pháp định Điều 64 Hiến pháp nước Cộng hòa Nhân dân Trung Hoa: "... luật và các đạo luật khác được toàn thể Đại hội Đại biểu Nhân dân thông qua với quá bán số tán thành". Lí Phi, nguyên Phó Tổng thư ký của Ủy ban Thường vụ Đại hội Đại biểu Nhân dân toàn quốc, đã từng chỉ ra: "Việc thông qua chủ trương chuyển sang áp dụng nguyên tắc đa số tuyệt đối, tức là, đa số áp đảo của...các thành viên của toàn thể hội nghị thông qua... Bản chất của Vắng mặt và Phản đối và Phiếu trắng là khác nhau, nhưng nó ảnh hưởng tới kết quả hợp pháp nên đều như nhau." Do đó, tỷ lệ phê chuẩn luật/nghị quyết theo pháp định được tính như sau: "Số phiếu tán thành/Toàn thể đại biểu." Tuy nhiên, thực tế các phương tiện truyền thông đã sử dụng "Số phiếu tán thành/Số đại biểu tham dự" làm tỷ lệ thông qua trong nhiều năm nay. Để tránh sự nhầm lẫn giữa người đọc, ở đây đã sử dụng theo cách tính của báo chí là: tỷ lệ tán thành của số đại biểu tham dự. |           |          |             |                           |

## Thành phần

### Đoàn chủ tịch
Ngày 04 tháng 03 năm 2018, Kỳ họp thứ nhất Đại hội Đại biểu Nhân dân toàn quốc khóa XIII đề cử Đoàn chủ tịch của Kỳ họp thứ nhất, gồm có 190 người (thứ tự chiếu theo số nét bút họ và tên):
Đinh Trọng Lễ, Đinh Tiết Tường, Nãi Y Mộc - Á Sâm (dân tộc Duy Ngô Nhĩ), Vu Vĩ Quốc, Vạn Vệ Tinh, Vạn Ngạc Tương, Tập Cận Bình, Mã Vĩ Minh, Mã Phùng Quốc, Vương Vệ Minh, Vương Đông Minh, Vương Đông Phong, Vương Quang Á, Vương Cương, Vương Chí Dân, Vương Kì Sơn, Vương Hỗ Ninh, Vương Quốc Sinh, Vương Nghiễn Mông (nữ, dân tộc Thái), Vương Hiến Khôi, Vương Dũng, Vương Dũng Siêu, Vương Thần, Vương Ngân Hương (nữ), Vương Nghị, Chi Nguyệt Anh (nữ), Vưu Quyền, Xa Tuấn, Ba Âm Triêu Lỗ (dân tộc Mông Cổ), Đặng Lệ (nữ), Đặng Khải, Arken Imirbaki (dân tộc Duy Ngô Nhĩ), Tả Trung Nhất, Thạch Thái Phong, Bố Tiểu Lâm (nữ, dân tộc Mông Cổ), Đán Chánh Thảo (nữ, dân tộc Tạng), Diệp Thi Văn (nữ), Sử Đại Cương, Padma Choling (dân tộc Tạng), Bạch Xuân Lễ (dân tộc Mãn), Tùng Bân, Phùng Thục Linh (nữ, dân tộc Mãn), Cát Địch Mã Gia (dân tộc Di), Cát Bỉnh Hiên, Lữ Thế Minh, Chu Quốc Bình (nữ), Hướng Xảo (nữ, dân tộc Miêu), Lưu Nghệ Lương, Lưu Viễn Khôn (dân tộc Miêu), Lưu Côn, Lưu Hải Tinh, Lưu Gia Nghĩa, Lưu Tứ Quý, Lưu Hạc, Tề Ngọc, Giang Thiên Lượng (dân tộc Thổ Gia), Hứa Vi Cương, Hứa Lập Vinh, Hứa Ninh Sinh, Hứa Kì Lượng, Tôn Chí Cương, Tôn Xuân Lan (nữ), Tô Kiết Nhĩ Bố (dân tộc Di), Đỗ Gia Hào, Đỗ Đức Ấn, Lí Phi, Lí Phi Dược (dân tộc Động), Lí Ngọc Muội (nữ), Lí Vĩ, Lí Kỉ Hằng, Lí Khắc Cường, Lí Tác Thành, Lí Hi, Lí Học Dũng, Lí Việt Phong, Lí Gia Tuấn, Lí Hồng (nữ), Lí Hồng Trung, Lí Bân, Lí Cường, Lí Cẩm Bân, Lí Tĩnh Hải, Dương Khiết Trì, Dương Hồng Ba (dân tộc Bạch), Dương Chấn Vũ, Dương Hiểu Độ, Dương Dung (nữ), Tiếu Khai Đề, Y Minh (dân tộc Duy Ngô Nhĩ), Tiếu Hoài Viễn, Tiếu Tiệp, Ngô Nguyệt (nữ, người Lê), Ngô Ngọc Lương, Ngô Anh Kiệt, Khâu Dũng, Hà Kiện Trung, Hà Nghị Đình, Trâu Hiểu Đông, Lãnh Dong, Uông Kì Đức, Uông Dương, Uông Hồng Nhạn (nữ), Sa Phong (nữ, dân tộc Hồi), Thẩm Xuân Diệu, Thẩm Dược Dược (nữ), Trương Hựu Hiệp, Trương Thiểu Cầm, Trương Thăng Dân, Trương Bình, Trương Nghiệp Toại, Trương Khánh Vĩ, Trương Quân, Trương Chí Quân, Trương Hiên (nữ), Trương Bá Quân, Trương Xuân Hiền, Trương Hiểu Minh, Trương Nghị, Lục Đông Phúc, Trần Toàn Quốc, Trần Cầu Phát (dân tộc Miêu), Trần Hi, Trần Vũ (dân tộc Tráng), Trần Trúc, Trần Mẫn Nhĩ, Trần Tích Văn, Trần Hào, Vũ Duy Hoa, Miêu Hoa, Lâm Kiến Hoa, Lâm Đạc, La Bảo Minh, La Bình (nữ, dân tộc Ha Ni), La Nghị (dân tộc Bố Y), Chu Cường, Trịnh Quân Lí (dân tộc Dao), Trịnh Khuê Thành, Trịnh Hiểu Tùng, Giáng Ba Khắc Châu (dân tộc Tạng), Triệu Long Hổ (dân tộc Triều Tiên), Triệu Lạc Tế, Triệu Khắc Chí, Triệu Hiến Canh, Triệu Hạ, Hác Minh Kim, Hồ Hoà Bình, Hồ Xuân Hoa, Hàm Huy (nữ, dân tộc Hồi), Ha Ni Ba Đề - Sa Bố Khai (dân tộc Kazakh), Đoạn Xuân Hoa, Tín Xuân Ưng (nữ), Lâu Cần Kiệm, Lạc Tang Giang Thôn (dân tộc Tạng), Diêu Kiến Niên, Hạ Nhất Thành, Lạc Huệ Ninh, Viên Tứ, Lật Chiến Thư, Hạ Vĩ Đông, Từ Diên Hào, Từ Thiệu Sử, Từ Lưu Bình, Ân Nhất Thôi (nữ), Cao Hồng Vệ, Cao Hổ Thành, Quách Thanh Côn, Hoàng Cửu Sinh, Hoàng Long Vân, Hoàng Chí Hiền, Hoàng Khôn Minh, Hoàng Lộ Sinh, Tào Kiến Minh, Tào Hồng Minh, Tuyết Khắc Lai Đề - Trát Khắc Nhĩ (dân tộc Duy Ngô Nhĩ), Khang Chí Quân, Lộc Tâm Xã, Bành Thanh Hoa, Đổng Trung Nguyên, Tưởng Siêu Lương, Hàn Chánh, Hàn Lập Bình, Phó Oánh (nữ, dân tộc Mông Cổ), Tạ Phục Chiêm, Tạ Kinh Vinh, Gia Mộc Dạng - Lạc Tang Cửu Mĩ - Đồ Đan Khước Cát Ni Mã (dân tộc Tạng), Hách Tiệp, Thái Đạt Phong, Thái Kì, Liệu Hiểu Quân, Đàm Diệu Tông, Nguỵ Phụng Hoà, Nguỵ Hậu Khải.

### Chủ tịch thường vụ Đoàn chủ tịch
Chủ tịch thường vụ Đoàn chủ tịch gồm 11 người:
- Lật Chiến Thư, Trần Hi, Vương Thần, Tào Kiến Minh, Trương Xuân Hiền, Thẩm Dược Dược (nữ), Cát Bính Hiên, Arken Imirbaki (dân tộc Duy Ngô Nhĩ): Đảng Cộng sản
- Mặc Ngạc Tương: Dân Cách
- Trần Trúc: Nông công Đảng.

### Tổng thư kí Đoàn chủ tịch
- Tổng thư kí Đoàn chủ tịch: Vương Thần (Đảng Cộng sản)[12]

### Phó Tổng thư kí
- Tín Xuân Ưng (nữ), Hàn Lập Bình, Khương Tín Trị, Lí Bảo Vinh, Trương Nghiệp Toại[13]

## Hoạt động cụ thể

### Sửa đổi Hiến pháp
Phiên họp thứ 32 của Ủy ban Thường vụ Nhân đại Toàn quốc khóa XII khai mạc sáng ngày 29 tháng 01 năm 2018 tại Đại lễ đường Nhân dân Bắc Kinh, do Ủy viên trưởng Nhân đại Toàn quốc Trương Đức Giang chủ trì. Được sự ủy thác của Ủy ban Trung ương Đảng Cộng sản, ông Lật Chiến Thư - Ủy viên Thường vụ Bộ Chính trị Đảng Cộng sản Trung Quốc, Phó tổ trưởng Tổ sửa đổi hiến pháp - tiến hành bài báo cáo của Ủy ban Trung ương Đảng Cộng sản Trung Quốc liên quan đến kiến nghị sửa đổi một phần nội dung hiến pháp.
Ông Lật Chiến Thư chỉ ra, hiến pháp là pháp luật căn bản của nhà nước Trung Quốc, là quy tắc chung để trị nước và là tập trung thể hiện ý chí của Đảng và Nhân dân Trung Quốc. Hiến pháp trước sửa đổi của Trung Quốc là căn cứ vào đường lối phương châm chính sách của Đảng mà Hội nghị toàn thể lần thứ ba Ủy ban Trung ương khóa XII Đảng Cộng sản Trung Quốc xác định, đến ngày 04 tháng 12 năm 1982 do Kỳ họp thứ năm Đại hội Đại biểu Nhân dân toàn quốc khóa V thông qua và công bố thi hành. Thực tiễn hơn 30 năm qua hoàn toàn chứng minh, hiến pháp Trung Quốc là phù hợp chí nguyện của quốc gia, tình hình thực tế và thời đại mà yêu cầu phát triển một hiến pháp tốt, vì thế phải kiên trì trường kì, quán triệt toàn diện.
Ông Lật Chiến Thư nói, chỉ có hiến pháp thích nghi liên tục hình thế mới, thu hút kinh nghiệm mới, xác nhận thành quả mới, làm ra quy phạm mới, thì mới có đủ sức sống giữ lâu dài. Sau khi Hiến pháp năm 1982 được công bố thi hành, dưới sự lãnh đạo của Trung ương Đảng Cộng sản Trung Quốc, việc sửa đổi điều khoản cá biệt và một phần nội dung đối với Hiến pháp 1982 tại các năm 1988, 1993, 1999 và 2004 thực hiện là tất yếu và cũng hoàn toàn là trọng yếu. Việc thông qua sửa đổi hiến pháp lần 4 đã giúp hiến pháp Trung Quốc trong thực tiễn vĩ đại chủ nghĩa xã hội đặc sắc Trung Quốc theo sát bước đi của thời đại, đi cùng thời đại, thúc đẩy và bảo vệ mạnh mẽ sự nghiệp phát triển của Đảng và nhà nước Trung Quốc, cũng như mở rộng và tăng cường mãnh liệt thiết chế pháp trị chủ nghĩa xã hội Trung Quốc.
Ông Lật Chiến Thư nhấn mạnh, từ lần sửa đổi hiến pháp năm 2004 đến nay, sự nghiệp của Đảng và nhà nước Trung Quốc đã có rất nhiều thay đổi trọng yếu. Đặc biệt là Đại hội Đại biểu Nhân dân toàn quốc khoá lần thứ XVIII, dưới sự lãnh đạo kiên cường của Trung ương Đảng lấy đồng chí Tập Cận Bình làm hạt nhân trung tâm, sự nghiệp Đảng và nhà nước Trung Quốc giành được thành tựu mang tính lịch sử, đã phát sinh thay đổi mang tính lịch sử, tiến cử chủ nghĩa xã hội đặc sắc Trung Quốc bước vào thời đại mới. Hiến pháp Trung Quốc cần phải tiếp tục phát triển tuỳ theo Đảng Cộng sản Trung Quốc lãnh đạo nhân dân kiến thiết thực tiễn chủ nghĩa xã hội đặc sắc Trung Quốc. Việc sửa đổi hiến pháp là hoạt động lập pháp trọng đại liên quan đến toàn cục, cần phải tiến hành dưới sự lãnh đạo thống nhất tập trung của Trung ương Đảng Cộng sản Trung Quốc. Yêu cầu của việc sửa đổi hiến pháp lần này là, giơ cao ngọn cờ vĩ đại chủ nghĩa xã hội đặc sắc Trung Quốc, quán triệt toàn diện tinh thần Đại hội đại biểu toàn quốc lần thứ 19 Đảng Cộng sản Trung Quốc, kiên trì lấy Chủ nghĩa Marx-Lenin, Tư tưởng Mao Trạch Đông, Lí luận Đặng Tiểu Bình, tư tưởng trọng yếu Ba đại biểu, Quan niệm phát triển khoa học, Tư tưởng Tập Cận Bình về chủ nghĩa xã hội đặc sắc Trung Quốc thời đại mới làm chỉ đạo, kiên trì sự lãnh đạo của Đảng Cộng sản Trung Quốc, nhân dân làm chủ, thống nhất hữu cơ dựa theo pháp luật trị quốc, lấy quan điểm lí luận trọng đại và chính sách phương châm trọng đại mà Đại hội đại biểu toàn quốc lần thứ 19 Đảng Cộng sản Trung Quốc xác định, đặc biệt là Tư tưởng Tập Cận Bình về chủ nghĩa xã hội đặc sắc Trung Quốc thời đại mới truyền tải vào pháp luật căn bản của nhà nước Trung Quốc, thể hiện yêu cầu mới kinh nghiệm mới thành tựu mới của quá trình phát triển sự nghiệp Đảng và nhà nước Trung Quốc, trên cơ sở bảo vệ duy trì toàn bộ tính quyền uy, tính ổn định, tính liên tục của hiến pháp Trung Quốc mà thúc đẩy hiến pháp đi theo thời đại, phát triển hoàn thiện, vì kiên trì và phát triển chủ nghĩa xã hội đặc sắc Trung Quốc trong thời đại mới, thực hiện Giấc mộng Trung Quốc với mục tiêu phấn đấu "Hai thế kỉ" của Đảng và phục hưng sự vĩ đại của dân tộc Trung Hoa nên cung cấp biện pháp bảo vệ Hiến pháp. Việc sửa đổi Hiến pháp lần này tuân theo nguyên tắc sau đây: kiên trì sự lãnh đạo của Đảng Cộng sản Trung Quốc, kiên trì đường lối pháp trị chủ nghĩa xã hội đặc sắc Trung Quốc; kiên trì phương hướng chính trị chính xác; nghiêm túc tiến hành theo trình tự dựa vào pháp luật; hoàn toàn nêu cao dân chủ, gắn kết rộng rãi nhận thức chung; đảm bảo chính xác phản ánh ý chí của nhân dân, được nhân dân ủng hộ; kiên trì tiến hành sửa đổi một phần Hiến pháp, chứ không phải tiến hành sửa đổi lớn, không chỉ đã đạt được yêu cầu phát triển sự nghiệp của Đảng và Nhân dân Trung Quốc, còn tuần tự tuân theo quy luật phát triển pháp luật Hiến pháp.

### Tăng thiết chế giám sát
Tháng 12 năm 2016, Ủy ban Thường vụ Đại hội Đại biểu Nhân dân toàn quốc đã thông qua quyết định liên quan đến công tác thí điểm cải cách thể chế giám sát quốc gia được triển khai ở thành phố Bắc Kinh, tỉnh Sơn Tây và tỉnh Chiết Giang. Công tác thí điểm tiến triển thuận lợi, ba địa phương đã thành lập Ủy ban giám sát, và sẽ chiếu theo các yêu cầu của phương án thí điểm cải cách, tăng cường thiết thực sự lãnh đạo của Đảng, tổ chức thực hiện nghiêm túc, đảm bảo đẩy mạnh công tác thí điểm ổn định tích cực, có trật tự dựa theo pháp luật. Với việc sửa đổi pháp luật giám sát hành chính làm thành pháp luật giám sát quốc gia, đây là trọng điểm lập pháp của năm 2017. Cơ quan Đại hội Đại biểu Nhân dân toàn quốc và bộ phận hữu quan Trung ương Đảng Cộng sản Trung Quốc đang hợp tác thân mật để nghiên cứu vấn đề sửa đổi tương quan. Về phía sắp đặt công việc, dự tính đến tháng 3 năm 2018 sẽ đưa ra Kỳ họp thứ nhất Đại hội Đại biểu Nhân dân toàn quốc khóa XIII để xem xét bàn luận.
Toàn văn công tác báo cáo tại Hội nghị toàn thể lần thứ bảy Ủy ban kiểm tra kỉ luật Trung ương khóa XVIII Đảng Cộng sản Trung Quốc của ông Vương Kì Sơn - Ủy viên Thường vụ Bộ Chính trị Đảng Cộng sản Trung Quốc, thư kí Ủy ban kiểm tra kỉ luật Trung ương Đảng Cộng sản Trung Quốc - đã được Tân Hoa xã công bố vào ngày 19 tháng 01 năm 2017. Ông Vương Kì Sơn đã báo cáo, tại Kỳ họp thứ nhất, Nhân đại toàn quốc sẽ xem xét thông qua pháp luật giám sát nhà nước Trung Quốc, thành lập Ủy ban Giám sát Nhà nước Trung Quốc.

### Cải tổ cơ cấu chính phủ
Ngày 17 tháng 03 năm 2018, Kỳ họp thứ nhất Nhân đại toàn quốc Trung Quốc khóa XIII thông qua quyết định của Kỳ họp này liên quan đến phương án cải cách cơ cấu Quốc vụ viện.
Phương án cải cách cơ cấu mới của Quốc vụ viện nhằm tập trung ưu hóa và điều chỉnh chức năng cơ cấu trong lĩnh vực trọng điểm và khâu then chốt của hệ thống chính phủ, xây dựng hệ thống quản lý nhà nước với chức trách rõ ràng, quản lý theo pháp luật, nâng cao năng lực thực hiện của chính phủ, xây dựng chính phủ theo loại hình phục vụ được nhân dân hài lòng. Theo phương án này, ngoài Văn phòng Quốc vụ viện, Quốc vụ viện sẽ gồm 26 cơ quan khác.
Kỳ họp thứ nhất đã lắng nghe bài trình bày phương án cải cách cơ cấu Quốc vụ viện do Ủy viên Quốc vụ Vương Dũng tiến hành dưới sự ủy thác của Quốc vụ viện, xem xét bàn luận phương án cải cách cơ cấu Quốc vụ viện và quyết định phê chuẩn.
Kỳ họp toàn thể yêu cầu, Quốc vụ viện phải kiên trì sự lãnh đạo thống nhất tập trung của Trung ương Đảng Cộng sản Trung Quốc, tập trung tổ chức, bố trí tốt, đảm bảo chính xác hoàn thành nhiệm vụ cải cách cơ cấu Quốc vụ viện. Các phát sinh về ban hành hoặc sửa đổi pháp luật trong quá trình thực hiện các phương án cải cách cơ cấu, cần phải được thực hiện theo trình tự tương quan đúng lúc, và sớm đưa ra đề xuất tới Ủy ban Thường Nhân đại toàn quốc xem xét thảo luận dựa theo pháp luật.

## Thông cáo

### Số 1
- Hiến pháp sửa đổi được thông qua vào ngày ngày 11 tháng 03 năm 2018, hiện đã cho công bố thi hành.[20]

### Số 2
- Kỳ họp thứ nhất Đại hội Đại biểu Nhân dân toàn quốc khóa XIII bầu ông Tập Cận Bình làm Chủ tịch nước Cộng hòa Nhân dân Trung Hoa vào ngày 17 tháng 03 năm 2018.[21][22]

### Số 3
- Kỳ họp thứ nhất Đại hội Đại biểu Nhân dân toàn quốc khóa XIII bầu ông Tập Cận Bình làm Chủ tịch Ủy ban Quân sự Trung ương nước Cộng hòa Nhân dân Trung Hoa vào ngày 17 tháng 03 năm 2018.[23][24]

### Số 4
- Kỳ họp thứ nhất Đại hội Đại biểu Nhân dân toàn quốc khóa XIII bầu ông Vương Kì Sơn làm Phó chủ tịch nước Cộng hòa Nhân dân Trung Hoa vào ngày 17 tháng 03 năm 2018.[25][26]

### Số 5
- Ủy viên trưởng, Phó Ủy viên trưởng và Tổng thư ký của Ủy ban Thường vụ Đại hội Đại biểu Nhân dân toàn quốc khóa XIII đã được Kỳ họp thứ nhất Đại hội đại biểu nhân dân toàn quốc khóa XIII bầu ra vào ngày 17 tháng 03 năm 2018; và các Ủy viên khác của Ủy ban được bầu ra vào ngày 18 tháng 03 năm 2018.
- Thông qua danh sách Ủy ban Thường vụ khóa XIII gồm có 175 người.

#### Ủy viên trưởng
- Lật Chiến Thư

#### Phó Ủy viên trưởng
- Vương Thần, Tào Kiến Minh, Trương Xuân Hiền, Thẩm Dược Dược (nữ), Cát Bính Hiên, Arken Imirbaki (dân tộc Duy Ngô Nhĩ), Vạn Ngạc Tương, Trần Trúc, Vương Đông Minh, Padma Choling (dân tộc Tạng), Đinh Trọng Lễ, Hác Minh Kim, Thái Đạt Phong, Vũ Duy Hoa

#### Tổng thư ký
- Dương Chấn Vũ

#### Ủy viên Ủy ban Thường vụ
Danh sách dưới đây liệt kê các Ủy viên Ủy ban Thường vụ khác theo thứ tự chiếu theo số nét bút họ và tên:
Nãi Y Mộc - Á Sâm (dân tộc Duy Ngô Nhĩ), Vu Chí Cương, Vạn Vệ Tinh, Vệ Tiểu Xuân, Mã Chí Vũ (dân tộc Hồi), Vương Trường Hà, Vương Quang Á, Vương Cương, Vương Thụ Quốc, Vương Nghiễn Mông (nữ, dân tộc Thái), Vương Thắng Minh, Vương Hồng Nghiêu, Vương Hiến Khôi, Vương Giáo Thành, Vương Siêu Anh, Vương Nghị, Ô Nhật Đồ (dân tộc Mông Cổ), Doãn Trung Khanh, Đặng Lực Bình, Đặng Lệ (nữ), Đặng Tú Tân, Đặng Khải, Cổ Tiểu Ngọc, Tả Trung Nhất, Long Trang Vĩ (dân tộc Miêu), Điền Hồng Kì (nữ), Sử Đại Cương, Bạch Xuân Lễ (dân tộc Mãn), Tùng Bân, Bao Tín Hoà, Phùng Quân, Phùng Trung Hoa, Cát Địch Mã Gia (dân tộc Di), Lữ Thế Minh, Lữ Kiến, Lữ Thải Hà (nữ), Lữ Vi (nữ), Chu Minh Xuân, Chu Tĩnh Chi (nữ), Lưu Ngọc Đình, Lưu Viễn Khôn (dân tộc Miêu), Lưu Quý Hạnh, Lưu Tu Văn, Lưu Chấn Vĩ, Lưu Hải Tinh, Lưu Nguyên, Tề Ngọc, Giang Tiểu Quyên (nữ), Hứa Vi Cương, Hứa An Tiêu, Na Thuận Mạnh Hoà (dân tộc Mông Cổ), Tôn Kì Tín, Tôn Kiến Quốc, Đỗ Tiểu Quang (dân tộc Bạch), Đỗ Ngọc Ba, Đỗ Lê Minh, Đỗ Đức Ấn, Lí Phi, Lí Phi Dược (dân tộc Động), Lí Học Dũng, Lí Hiểu Đông, Lí Việt Phong, Lí Gia Dương, Lí Bồi Lâm, Lí Khang (nữ, dân tộc Tráng), Lí Duệ (dân tộc Hồi), Lí Tĩnh Hải, Lí Nguy, Dương Thành Hi, Dương Chí Kim, Dương Thụ An, Dương Chấn, Tiếu Hoài Viễn, Ngô Nguyệt (nữ, người Lê), Ngô Ngọc Lương, Ngô Lập Tân, Ngô Hằng, Khâu Dũng, Hà Nghị Đình, Lãnh Dong, Uông Hồng Nhạn (nữ), Thẩm Xuân Diệu, Tống Côn, Trương Thiểu Cầm, Trương Bình, Trương Nghiệp Toại, Trương Chí Quân, Trương Tô Quân, Trương Bá Quân, Trương Vinh Thuận, Trương Dũng, Trương Nghị, Lục Đông Phúc, Trần Phụng Tường, Trần Văn Hoa, Trần Quân (nữ, dân tộc Cao Sơn), Trần Thuật Đào (dân tộc Mãn), Trần Quốc Dân, Trần Tư Hỉ, Trần Tích Văn, Trần Phúc Lợi, Tự Kiện Mẫn, Lâm Kiến Hoa, Âu Dương Xương Quỳnh, Trác Tân Bình (dân tộc Thổ Gia), La Bảo Minh, La Nghị (dân tộc Bố Y), Chu Hồng Vũ, Chu Mẫn (nữ), Bàng Lệ Quyên (nữ), Trịnh Công Thành, Trịnh Quân Lí (dân tộc Dao), Trịnh Thục Na (nữ), Triệu Long Hổ (dân tộc Triêu Tiên), Triệu Hiến Canh, Ha Ni Ba Đề - Sa Bố Khai (dân tộc Kazakh), Tín Xuân Ưng (nữ), Lạc Tang Giang Thôn (dân tộc Tạng), Diêu Kiến Niên, Hạ Nhất Thành, Tần Thuận Toàn, Viên Tứ, Giả Đình An, Hạ Vĩ Đông, Từ Diên Hào, Từ Như Tuấn, Từ Thiệu Sử, Từ Hiển Minh, Từ Huy, Ân Nhất Thôi (nữ), Ân Phương Long, Ông Mạnh Dũng, Cao Hữu Đông, Cao Hổ Thành, Quách Chấn Hoa, Quách Lôi, Hoàng Chí Hiền, Tào Khánh Hoa (dân tộc Ha Ni), Tào Hồng Minh, Cung Kiến Minh, Kiểu Dũng, Bành Bột, Đổng Trung Nguyên, Hàn Lập Bình, Hàn Hiểu Vũ, Hàn Mai (nữ, dân tộc Miêu), Cảnh Hán Triêu, Trình Lập Phong, Phó Oánh (nữ, dân tộc Mông Cổ), Lỗ Bồi Quân, Tạ Quảng Tường, Tạ Kinh Vinh, Đậu Thụ Hoa, Gia Mộc Dạng - Lạc Tang Cửu Mĩ - Đồ Đan Khước Cát Ni Mã (dân tộc Tạng), Thái Phưởng, Tiên Thiết Khả, Liệu Hiểu Quân, Đàm Diệu Tông, Hùng Quần Lực.

### Số 6
Căn cứ theo đề nghị của Chủ tịch Ủy ban Quân sự Trung ương Tập Cận Bình, Kỳ họp quyết định vào ngày 18 tháng 03 năm 2018:
- Hứa Kì Lượng, Trương Hựu Hiệp làm Phó chủ tịch Ủy ban Quân sự Trung ương[28];
- Nguỵ Phụng Hoà, Lí Tác Thành, Miêu Hoa, Trương Thăng Dân làm Ủy viên Ủy ban Quân sự Trung ương.[29]

### Số 7
- Kỳ họp thứ nhất bầu Dương Hiểu Độ làm Chủ nhiệm Ủy ban Giám sát Nhà nước của nước Cộng hoà Nhân dân Trung Hoa vào ngày 18 tháng 03 năm 2018.[30][cần dẫn nguồn]

### Số 8
- Kỳ họp thứ nhất bầu Chu Cường làm Ủy viên trưởng Pháp viện Nhân dân Tối cao (tức Chánh án Tòa án Nhân dân Tối cao) vào ngày 18 tháng 03 năm 2018.[31][32]

### Số 9
- Kỳ họp thứ nhất bầu Trương Quân làm Kiểm sát trưởng (tức Viện trưởng) Viện Kiểm sát Nhân dân Tối cao vào ngày 18 tháng 03 năm 2018.[33][34]